# Sim Lim Square
Sim Lim Square est un centre commercial de Singapour. Sur six niveaux, il est spécialisé dans les produits électroniques.